# Antetonitrus
Antetonitrus (Antetonitrus ingenipes) – rodzaj zauropodomorfa blisko spokrewnionego z zauropodami (według niektórych definicji filogenetycznych będącego wczesnym przedstawicielem zauropodów), żyjącego we wczesnej jurze na obszarze dzisiejszej południowej Afryki. Był roślinożercą osiągającym 10 metrów długości i 2 tony masy ciała, co czyniło go największym zwierzęciem lądowym w swoim środowisku.

## Nazwa
Nazwa tego dinozaura wzięła się od dwóch łacińskich słów – ante (przed) i tonitrus (grzmot). Nazwa ta może kojarzyć się z innym zauropodem – brontozaurem (jaszczur-grzmot).

## Materiał kopalny
Antetonitrus został opisany w 2003 roku przez paleontologów Adama Yatesa i Jamesa Kitchinga na podstawie skamieniałości odkrytych w osadach formacji Elliot na obszarze dystryktu Ladybrand w południowoafrykańskiej prowincji Wolne Państwo. Pierwotnie sądzono, że osady, w których zostały odkryte skamieniałości A. ingenipes to dolne, górnotriasowe osady formacji Elliot; późniejsze badania wskazują jednak, że skamieniałości te w rzeczywistości zostały odkryte w górnych, dolnojurajskich osadach tej formacji. Holotypem A. ingenipes jest okaz oznaczony BP/1/4952 z zachowanym trzonem kręgu szyjnego, trzema łukami i czterema trzonami kręgów grzbietowych, łukiem kręgu krzyżowego lub ogonowego, kręgami ogonowymi, a także z dwoma żebrami, szewronami, lewą łopatką, prawą kością ramienną, prawą kością promieniową, obiema kośćmi łokciowymi, dwoma kośćmi śródręcza i jednym paliczkiem z palca prawej kończyny przedniej, lewymi kośćmi: łonową, udową, piszczelową i strzałkową, oraz kilkoma kośćmi śródstopia i paliczkami kończyn tylnych. Paratypem jest okaz oznaczony BP/1/4952b, którego skamieniałości odkryto razem ze skamieniałościami okazu holotypowego, nieco mniejszy od okazu holotypowego (wielkość jego znanych kości wynosi ok. 80% wielkości ich odpowiedników u okazu holotypowego); znane kości tego osobnika to łuk kręgu grzbietowego, kręgi ogonowe, prawa łopatka, prawe kości: ramienna, promieniowa i łokciowa, a także prawa kość strzałkowa. Yates i Kitching (2003) przypisali okazowi holotypowemu dodatkową łopatkę i kość śródręcza; z badań McPhee i współpracowników (2014) wynika jednak, że kości te należą do innego osobnika o rozmiarach porównywalnych z okazem holotypowym. McPhee i współpracownicy nadali im nowe oznaczenie BP/1/4952c.
McPhee i współpracownicy (2014) zaliczyli do gatunku A. ingenipes także skamieniałości oznaczone NM QR1545 – kości szkieletów pozaczaszkowych należące prawdopodobnie do trzech osobników o różnych rozmiarach ciała, odkryte na terenie dystryktu Excelsior w Wolnym Państwie, oraz okaz BP/1/5091, znaleziony w miejscu odkrycia holotypu i paratypu A. ingenipes, z zachowanymi kręgami należącymi prawdopodobnie do młodego osobnika.

## Pozycja filogenetyczna
Z analiz filogenetycznych, w których uwzględniony został A. ingenipes wynika, że gatunek ten należy do najbliższych krewnych tradycyjnie rozumianych zauropodów. Z analizy przeprowadzonej przez autorów jego opisu wynika, że jest on taksonem siostrzanym do kladu obejmującego isanozaura, kotazaura, wulkanodona i euzauropody. Późniejsze analizy filogenetyczne potwierdziły, że Antetonitrus był przedstawicielem zauropodomorfów bliżej spokrewnionym z zauropodami w tradycyjnym rozumieniu niż takie taksony jak przedstawiciele rodzin Plateosauridae i Massospondylidae czy rodzaje Anchisaurus, Aardonyx i Melanorosaurus. Z niektórych analiz filogenetycznych wynika, że najbliższym znanym krewnym Antetonitrus był lessemzaur.
Zależnie od przyjętej definicji filogenetycznej zauropodów Antetonitrus może być przedstawicielem tej grupy lub też znaleźć się poza nią. Wilson i Sereno (1998) zdefiniowali zauropody jako klad obejmujący rodzaj Saltasaurus i wszystkie zauropodomorfy bliżej spokrewnione z nim niż z rodzajem Plateosaurus, natomiast Yates (2007) zdefiniował zauropody jako największy (obejmujący najwięcej gatunków) klad, do którego należy Saltasaurus loricatus, ale do którego nie należy Melanorosaurus readi; przy przyjęciu którejś z tych definicji Antetonitrus należałby do zauropodów. Pierwszą definicję filogenetyczną zauropodów zaproponowali jednak Salgado, Coria i Calvo (1997), definiując je jako klad obejmujący ostatniego wspólnego przodka Vulcanodon karibaensis i euzauropodów oraz wszystkich jego potomków; definicję tę przyjęli też McPhee i współpracownicy (2014). Antetonitrus nie należał do tak definiowanych zauropodów, był jednak jednym z najbliższych znanych krewnych tej grupy.
Antetonitrus posiadał kilka cech zauropoda, jednakże nosił także znamiona prymitywizmu – cechy prozauropodów. W przeciwieństwie do swych lekko zbudowanych, mogących chodzić na dwóch kończynach przodków, prezentuje się on jako zwierzę w pełni czworonożne – był zapewne pierwszym dinozaurem chodzącym w taki sposób. Podobnie jak u innych zauropodów, jego przednie kończyny były znacznie dłuższe niż tylne, natomiast kości antetonitrusa cechowała grubość i szerokość, umożliwiające utrzymanie tak ciężkiego stworzenia. Wciąż jednak na jego przednich kończynach uwidoczniony był zakrzywiony "kciuk", podobny do tych, jakie miały prozauropody. Warto wspomnieć, iż osobnik odnaleziony przez naukowców był stosunkowo młody.